# Тур Норвегии
Тур Норвегии (англ. Tour of Norway) — ежегодная шоссейная многодневная велогонка, проходящая по дорогам Норвегии.

## История
Гонка считается приёмником другой норвежской гонки Гран-при Рингерике, которое до 2011 года проводилось в формате многодневной гонки. Тур Норвегии появился в 2011 гуду в результате повышенного интереса к велоспорту в Норвегии, в основном благодаря хорошим результатам профессиональных велогонщиков Тора Хушовда и Эдвальда Боассона Хагена. Входит в календарь UCI Europe Tour.
Первая гона прошла с 1 по 5 июня 2001 года имея категорию 2.2. Но у её директора Биргера Хангерхольдта была цель, чтобы Тур Норвегии был модернизирован. В сентябре 2011 года стало известно, что категория гонки с 2012 года изменится на 2.1. В сентябре 2013 года стало известно, что с 2014 года категория гонки становится 2.HC.
В июне 2018 года стало известно, что с сезона 2019 года гонка объединится с Туром Фьордов, чтобы сформировать новую шестидневную гонку, которая охватит все южные районы Норвегии. Первое после объединения издание прошло с 28 мая по 2 июня 2019 года.
С 1983 по 1992 года проводилась другая гонка под аналогичным названием.

## Классификации
- Генеральная — зачёт по лучшему времени прохождения этапов.
- Очковая — зачёт по количеству очков спринтерских отсечках и финишах.
- Горная — зачёт по количеству очков на горных отсечках.
- Молодёжная — зачёт по лучшему времени прохождения этапов для гонщиков, не достигших 25 лет.
- Командная — зачёт по лучшему времени прохождения этапов несколькими гонщиками команды.

## Победители
| Год  | Победитель            | Второй                | Третий                |          |
| ---- | --------------------- | --------------------- | --------------------- | -------- |
| 2011 | Вилко Келдерман       | Даниэль Фодер         | Вегард Робинсон Багг  |          |
| 2012 | Эдвальд Боассон Хаген | Саймон Кларк          | Ларс Петер Нордхауг   |          |
| 2013 | Эдвальд Боассон Хаген | Сержиу Паулинью       | Сондре Хольст Энгер   |          |
| 2014 | Мацей Патерский       | Марк Де Мар           | Бауке Моллема         |          |
| 2015 | Йеспер Хансен         | Эдвальд Боассон Хаген | Давид Лопес Гарсия    |          |
| 2016 | Питер Венинг          | Эдвальд Боассон Хаген | Сондре Хольст Энгер   |          |
| 2017 | Эдвальд Боассон Хаген | Саймон Герранс        | Питер Венинг          |          |
| 2018 | Эдуард Прадес         | Александер Камп       | Эдвальд Боассон Хаген |          |
| 2019 | Александер Кристофф   | Кристоффер Халворсен  | Эдвальд Боассон Хаген |          |
| 2020 | отменено              | отменено              | отменено              | отменено |
| 2021 | Итан Хейтер           | Иде Шеллинг           | Майк Тёниссен         |          |
| 2022 | Ремко Эвенепул        | Джей Вайн             | Лукас Плапп           |          |
| 2023 | Бен Талэтт            | Магнус Шеффилд        | Тибо Ныс              |          |
| 2024 | Аксель Лоранс         | Bart Lemmen           | Ådne Holter           |          |
| 2025 | Мэтью Бреннан         | Виктор Ланджеллотти   | Ян Кристен            |          |